# Aiceona
Aiceona  (лат.) — род тлей из подсемейства Aiceoninae (или Anoeciidae). Восточная и Юго-Восточная Азия.

## Описание
Мелкие насекомые желтоватого, коричневого, чёрного цвета, длина около 2 мм.
Ассоциированы с растениями Lauraceae (Actinodaphne, Cinnamomum, Lindera, Litsea, Phoebe). Диплоидный набор хромосом 2n=18 (Aiceona retipennis). Близок к роду тлей Anoecia..
- Aiceona actinodaphnis  Takahashi, R., 1921
- Aiceona himalaica  Miyazaki 1977
- Aiceona japonica  Takahashi, R., 1960
- Aiceona longifestuca  Qiao & G.-X. Zhang, 2002
- Aiceona longisetosa
- Aiceona malayana  Takahashi, R., 1960
- Aiceona manipurensis
- Aiceona osugii  Takahashi, R., 1924
- Aiceona pallida
- Aiceona paraosugii
- Aiceona parvicornis  Miyazaki, 1977
- Aiceona pseudosugii
- Aiceona retipennis
- Aiceona robustiseta
- Aiceona sexiarticulata  (Zhang, G.-x., 1998)
- Aiceona siamensis
- Aiceona tanakai  Takahashi, R., 1963
- Aiceona titabarensis